# Jorge Costa
Jorge Paulo Costa Almeida (Porto, 14 oktober 1971 – aldaar, 5 augustus 2025) was een Portugees voetbaltrainer en voetballer.

## Spelerscarrière
Costa was een jeugdproduct van FC Porto. Hij maakte zijn debuut op het hoogste niveau bij FC Penafiel, waaraan hij uitgeleend was. Ook het volgende seizoen werd hij uitgeleend, ditmaal aan CS Marítimo. Na zijn terugkeer in 1992 geraakte hij in het eerste elftal van Porto. Met FC Porto won Costa een groot aantal prijzen, waaronder de UEFA Champions League, UEFA Cup en Intercontinental Cup. Na een ruzie met trainer Octávio Machado werd hij in 2001 voor een seizoen verhuurd aan Charlton Athletic. In december 2005 verbrak hij zijn contract bij FC Porto en ging hij voor Standard Luik spelen. Zes maanden later stopte hij met voetballen.

## Trainerscarrière
Costa werd in 2006 assistent-trainer van Rogério Gonçalves bij SC Braga. Hij volgde Gonçalves in februari 2007 op als hoofdtrainer, maar werd in zijn tweede jaar ontslagen. Hij trainde daarna SC Olhanense, Académica Coimbra en het Roemeense CFR Cluj. Op 24 oktober 2012 werd hij aangesteld als nieuwe coach van AEL Limassol, dat in de Europa League uitkwam. Op 6 december 2012 won dat team thuis met 3-0 van Olympique Marseille, dat met een B-elftal speelde. Beide teams waren reeds uitgeschakeld. Fenerbahçe en Borussia Mönchengladbach stootten door naar de volgende ronde. In de zomer van 2013 ging hij aan de slag bij een andere Cypriotische club aan de slag: Anorthosis Famagusta. Daar werd hij in februari 2014 ontslagen, waarop hij meteen aan de slag ging bij FC Paços de Ferreira. Van de zomer van 2014 tot november 2016 was hij bondscoach Gabon.
In 2017 was Costa even trainer van het Tunesische Club Sportif Sfaxien. Zijn verblijf daar duurde echter niet langer dan een maand. Hij vond met FC Arouca snel een nieuwe club, maar ook daar zong hij het maar acht wedstrijden uit. Tot mei 2018 was hij trainer van de Franse tweedeklasser FC Tours. In augustus 2018 werd Costa aangesteld als hoofdtrainer van Mumbai City.
Costa overleed op 5 augustus 2025 aan een hartstilstand. Hij werd 53 jaar oud. Op dat moment was hij werkzaam als technisch directeur van FC Porto.

## Erelijst
Als speler
 FC Porto
- Primeira Liga: 1992/93, 1994/95, 1995/96, 1996/97, 1997/98, 1998/99, 2002/03, 2003/04
- Taça de Portugal: 1993/94, 1997/98, 1999/00, 2000/01, 2002/03
- Supertaça Cândido de Oliveira: 1993, 1994, 1995, 1997, 1999, 2000, 2002, 2004
- UEFA Champions League: 2003/04
- UEFA Cup: 2002/03
- Intercontinental Cup: 2004

 Portugal onder 20
- FIFA WK onder 20: 1991

Als trainer
 Olhanense
- Segunda Liga: 2008/09

 Cluj
- Liga I: 2011/12

Individueel
- CNID Doorgebroken Trainer: 2008/09
- A Bola de Ouro: 2000

1 Baía  ·
2 J. Costa ·
3 Jorge ·
4 Vidigal ·
5 Couto ·
6 Sousa ·
7 Figo ·
8 Pinto ·
9 Sá Pinto ·
10 R. Costa ·
11 Conceição ·
12 Espinha ·
13 Dimas ·
14 Xavier ·
15 Costinha ·
16 Beto Severo ·
17 Bento ·
18 Pauleta ·
19 Capucho ·
20 Secretário ·
21 Gomes ·
22 Quim ·
Coach: Coelho
1 Baía ·
2 J. Costa ·
3 Xavier ·
4 Caneira ·
5 Couto  ·
6 Sousa ·
7 Figo ·
8 Pinto ·
9 Pauleta ·
10 R. Costa ·
11 Conceição ·
12 Viana ·
13 Andrade ·
14 Barbosa ·
15 Nélson ·
16 Ricardo ·
17 Bento ·
18 Frechaut ·
19 Capucho ·
20 Petit ·
21 Gomes ·
22 Beto Severo ·
23 Jorge ·
Coach: Oliveira
- International Standard Name Identifier: 0000 0004 2847 1568
- Virtual International Authority File: 307206587